# Jeremy Hall
Jeremy Hall (Tampa, 11 settembre 1988) è un ex calciatore statunitense naturalizzato portoricano, di ruolo centrocampista.

## Carriera

### Club
Hall fece il suo debutto nella MLS il 19 marzo 2009 nella partita di apertura della stagione 2009 contro il Seattle Sounders FC. Durante la sua prima stagione a New York, apparve in 24 partite della stagione giocando soprattutto come terzino destro. Alla conclusione della sua prima stagione con New York Red Bulls, continuò ad allenarsi con il Red Bull Salisburgo.
Il 20 marzo 2010 ha giocato tutta la partita contro il Santos FC in una vittoria per 3-1. È stata la sua prima partita giocata al nuovo stadio, la Red Bull Arena. Il 23 maggio 2010 ha fatto il suo primo gol contro la Juventus in una amichevole giocata alla Red Bull Arena finita 3-1 per i Red Bulls.